# Vriesea fosteriana
Vriesea fosteriana là một loài thuộc chi Vriesea. Đây là loài đặc hữu của Brasil.